# Apiciopsis squamata
Apiciopsis squamata är en fjärilsart som beskrevs av W. Warren 1897. Apiciopsis squamata ingår i släktet Apiciopsis och familjen mätare. Inga underarter finns listade i Catalogue of Life.